# Радосавлевич, Горан
Горан Радосавлевич (серб. Горан Радосављевић, Goran Radosavljević) — сербский полицейский генерал. Первый командир специального подразделения сербской полиции «Жандармерия».

## Биография
Родился в 1957 году в Аранджеловаце. Окончил факультет физической культуры.
С 1985 года работал в сербском министерстве внутренних дел. Сначала он преподавал в подразделениях специального назначения, а затем стал начальником соответствующего отдела.
Участник косовской войны. Командир антитеррористического подразделения специального назначения «Оперативная группа». Подразделение обвинялось в военных преступлениях против мирного населения Косова.
Горан Радосавлевич был ответственным лицом в военной операции в Рачаке 15 января 1999 года, которая была бы известна как инцидент в Рачаке.
28 июня 2001 года возглавил специальное подразделение «Жандармерия».
В 2003 году сербское правительство послало на службу в Афганистан 1000 солдат. Командиром контингента был назначен Горан Радосавлевич.
В 2005 году подал в отставку.
В 2010 году вступил в Сербскую прогрессивную партию.